# Liste des frégates à voiles de l'United States Navy
La liste qui suit constitue la liste des frégates à voile de la marine de guerre des États-Unis.

## Continental Navy
- USS Alliance (1778)
- USS Bonhomme Richard (1765)
- USS Boston (1777)
- USS Bourbon (1783) (en)
- USS Bricole (en)
- USS Confederacy (en)
- USS Congress (1777) (en)
- USS Deane (1778) (en)
- USS Delaware (1776) (en)
- USS Effingham (1777) (en)
- USS Fox (1773) (en)
- USS Hancock (1776) (en)
- USS Montgomery (1776) (en)
- USS Protector (en)
- USS Providence (1776, frégate) (en)
- USS Queen of France (1777) (en)
- USS Raleigh (1776)
- USS Randolph (1776)
- USS Serapis (1779) (en)
- USS South Carolina (1780) (en)
- USS Truite (en)
- USS Trumbull (1776) (en)
- USS Virginia (1776) (en)
- USS Warren (1776) (en)
- USS Washington (1776, frégate) (en)

## United States Navy
- USS Adams (1799)
- USS Baltimore (1798)
- USS Boston (1799)
- USS Brandywine (1825) (en)
- USS Chesapeake (1799)
- USS Columbia (1813) (en)
- USS Columbia (1836)
- USS Congress (1799)
- USS Connecticut (1799)
- USS Constellation (1797)
- USS Constitution
- USS Cumberland (1842) (en)
- USS Cyane (1806) (en)
- USS Delaware (1798)
- USS Essex (1799)
- USS Ganges (1794)
- USS General Greene (1799)
- USS George Washington (1798)
- USS Guerriere (1814) (en)
- USS Hudson (1826) (en)
- USS Independence (1814)
- USS Insurgent (1799)
- USS Java (1815) (en)
- USS John Adams (1799)
- USS Macedonian (1810)
- USS Macedonian (1836) (en)
- USS Merrimack (1798)
- USS Mohawk (1814) (en)
- USS Montezuma (1798)
- USS New York (1800)
- USS Philadelphia (1799)
- USS Plattsburg (1814) (en)
- USS Portsmouth (1798)
- USS Potomac (1822) (en)
- USS President (1800)
- USS Raritan (1843) (en)
- USS Sabine (1855) (en)
- USS Santee (1855)
- USS Sevannah (1842) (en)
- USS St. Lawrence (1848) (en)
- USS Superior (1814) (en)
- USS Trumbull (1799)
- USS United States (1797)
- USS Warren (1799) (en)